# Natriuretiska peptider
Natriuretiska peptider är peptidhormoner som utsöndras från hjärnan och hjärtas kammare, och som spelar roll för osmoregleringen.
Dessa peptidhormoner ökar utsöndringen av natrium och minskar på så sätt blodvolymen och urinmängden, samt vidgar blodkärlen. Dessa två effekter ger ett minskat blodtryck. Således stärks hjärtas funktioner.